# Гусев, Артём Яковлевич
Артём Я́ковлевич Гу́сев (5 апреля 1982, Рефтинский, Свердловская область) — российский биатлонист, двукратный чемпион Европы (2008), победитель всемирной зимней Универсиады (2009), чемпион Европы среди юниоров (2002), заслуженный мастер спорта России.

## Биография
В биатлон пришёл в 1988 году. Его первым тренером был отец — Я. М. Гусев. Потом спортсмен попав в Училище Олимпийского Резерва-1 г. Екатеринбурга. С 1999 года выступает за Ханты-Мансийский автономный округ — Югра. Личный тренер — В. В. Брагин.

### Юниорская карьера
В 2002 году на чемпионате мира среди юниоров в Валь-Риданна стал серебряным призёром в индивидуальной гонке и занял пятое место в эстафете. На юниорском чемпионате Европы 2002 года в Контиолахти стал чемпионом в эстафете в составе сборной России, а также был седьмым в спринте и занимал пятые места в пасьюте и индивидуальной гонке.

### Взрослая карьера
В сезоне 2006/07 дебютировал на Кубке Европы на этапе в Обертиллиахе. В сезоне 2007/08 стал победителем общего зачёта Кубка России.
В 2008 году на чемпионате Европы в Нове-Место стал чемпионом в эстафете и в спринте, завоевал серебро в гонке преследования и был седьмым в индивидуальной гонке.
После этого успеха включён в основную сборную и стал выступать на Кубке мира. На своём дебютном этапе в Ханты-Мансийске в сезоне 2007/08 показал наилучший результат в карьере — шестое место в гонке преследования после 28-го места в спринте.
В 2009 году выиграл четыре медали, в том числе два золота, на всемирной зимней Универсиаде в китайском Харбине.
На международном уровне выступал до конца сезона 2009/10. Становился победителем этапа Кубка IBU в спринте в Альтенберге в сезоне 2008/09. Также выступал на внутрироссийских соревнованиях, был неоднократным чемпионом и призёром чемпионата России.
После окончания сезона 2012/13 объявил о завершении карьеры.

#### Результаты в общем зачёте Кубка мира
- 2007/2008 — 60-е место (37 очков)
- 2008/2009 — 76-е место (38 очков)

Окончил Тюменский государственный университет, Институт физической культуры (2006).